# Cinégio (candidato)
Cinégio (em latim: Cynegius) foi um oficial romano do final do século IV. Quase nada se sabe sobre ele, exceto que em 396/398 era um candidato ao questorado (em latim: quaestor candidatus) e que Quinto Aurélio Símaco, falando em seu nome, enviou duas epístolas (62 e 65), para o conde das sagradas liberalidades Emílio Floro Paterno.